# 加藤諦三
加藤 諦三（かとう たいぞう、1938年〈昭和13年〉1月26日 - ）は、日本の社会学者、心理学者、評論家。早稲田大学名誉教授、早稲田大学エクステンションセンター講師、日本精神衛生学会顧問、ハーバード大学ライシャワー研究所アソシエイト。1972年からニッポン放送のラジオ番組『テレフォン人生相談』のパーソナリティを務める。

## 来歴
1938年、東京都で生まれる。祖父は政治家の加藤政之助、父親は大学教員である。東京都立西高等学校を卒業した後、東京大学教養学部教養学科（1963年3月、人文地理、文化人類分科卒業）、同（1965年3月、国際関係論分科卒業）を経て、同大学院社会学研究科博士課程を修了した。1972年4月より早稲田大学理工学部で社会学の助教授に、1977年4月からは教授を務め、2008年に名誉教授となる。その間、1973年～1975年にハーヴァード大学准研究員、1975年～1976年には、ラジオ講座「百万人の英語」講師を務める。1976年、TVKテレビ「学歴社会を考える」シリーズの構成及び総合司会でギャラクシー賞受賞。1990年～1991年、ハーヴァード大学ライシャワー研究所准研究員。
2009年に東京都功労者表彰を受賞、2016年11月に瑞宝中綬章を受章した。
2021年9月22日には、マドモアゼル・愛公式YouTubeに愛とともに登場し、生ライブ配信を行った。
日本精神衛生学会顧問、日本産業カウンセリング学会元理事。

## 人物
- 社会学者だが「○○の心理学（または○○の心理）」と題する著書も多い。
- 厳格な家庭で育った。
- ハーバード大学へ留学を機に渡米した。自分の意思を常に表すべき文化に影響を受け、後に精神医学を知り、人間性心理学や精神分析学を学ぶ。
- 現在は心理学者として活動し、早稲田大学名誉教授（専門分野：精神衛生、心理学）、ハーバード大学 ライシャワー研究所の客員研究員として、アメリカの研究を中心に執筆している。
- テレフォン人生相談は1972年から出演している[1][3]。2005年にライブドアのニッポン放送株大量取得に反発し、ライブドアが経営権を握った場合、テレフォン人生相談を降板することを表明したが、騒動が落着して続投した[6]。

## 出演番組

### 現在
- テレフォン人生相談（ニッポン放送）パーソナリティ - 1972年より担当。当初は山谷親平→加藤芳郎とダブルキャスト。1990年代から月を中心に週2-3回、2023年度は月曜日のみを基本的に担当[1]。

### 過去
- セイ!ヤング（文化放送）
- リビングポート90分（テレビ神奈川）
- 広瀬香美のオールナイトニッポンGOLD（ニッポン放送） - 2011年4月20日放送分にゲスト出演。
- あなたとハッピー!（ニッポン放送） - 2013年7月19日、2020年8月17日放送分にゲスト出演。
- 上柳昌彦 ごごばん!（ニッポン放送） - 2013年10月21日放送分にゲスト出演。
- 久米書店 〜ヨクわかる!話題の一冊〜（BS日テレ） - 2015年12月13日放送分にゲスト出演。
- 大竹まこと ゴールデンラジオ! （文化放送） - 2024年2月2日放送分にゲスト出演[7]。

## 著書一覧
654冊の作品がある。

### 1960年代
- 『あやまちだらけの青春』朝日新聞社 1964
- 『俺には俺の生き方がある』大和書房 1965
- 『現代自由論』稲門堂 1965
- 『高校生日記』秋元書房 1965
- 『生きる』大和書房 1966
- 『もういちど生きなおそう』大和書房 1966
- 『俺はいま何かしなければ』大和書房 1967
- 『ああ青春』秋元書房 1967
- 『生きていくのは俺たちだ』大和書房 1968
- 『若者として国家を考える』講談社 1969
- 『人生の名言』大和書房 1969
- 『やり抜くために俺がいる』大和書房 1969

### 1970年代
- 『体当たり人生論』読売新聞社 1970
- 『生かせヤングパワー』主婦の友社 1970
- 『俺が本当につかみたいもの』大和書房 1970
- 『俺の胸に火をつけた言葉』大和書房 1970
- 『変革期の哲学』大和書房 1971
- 『若者の思想と行動』毎日新聞社 1971
- 『青春論』秋元書房 1971
- 『若者の哲学』読売新聞社 1971
- 『三島由紀夫の死をどう見るか』編 秋元書房 1971
- 『若者たちの原点』毎日新聞社 1972
- 『人間であることの原点』大和書房 1972
- 『わが内なる革命と青春』読売新聞社 1972
- 『加藤諦三交論集』成瀬書房 1973
- 『燃える思想』日本経済通信社 1973
- 『愛と自由のために』読売新聞社 1973
- 『いま考えるべきことは何か』大和書房 1973
- 『血を流しながら河を渡る』大和書房 1973
- 『幸福に別れを告げよ!そして…』ロングセラーズ 1973
- 『青年の思想』大和出版販売 1974-1975
- 『愛と青春の流れ』いんなあとりっぷ社 1975
- 『他人を恐れず』講談社 1975
- 『甘えを断つ』大和書房 1976
- 『苦悩する時代の哲学』読売新聞社 1976
- 『自ら心の火を燃やせ』講談社 1976
- 『加藤諦三の青春英語』ジャパンタイムズ 1976
- 『手ごたえのある生を求めて』大和書房 1977
- 『英語でする知的発想』いんなあとりっぷ社 1977
- 『情意生活の方法』大和書房 1978
- 『大学で何を学ぶか』光文社（カッパ・ブックス）1979　のちベスト新書

### 1980年代
- 『自明性の時代』三笠書房 1980
- 『自分の構造』大和書房 1980
- 『ビジネスマン上役学』日刊工業新聞社 1981
- 『青春をどう生きるか』光文社（カッパ・ブックス）1981
- 『自信』三笠書房 1982
- 『安心感』大和書房 1982
- 『自分を嫌うな』三笠書房 1982
- 『生きがいのない生きがい論』日本経済通信社 1982
- 『もっと素直に生きてみないか』ダイヤモンド社 1983
- 『「内づらと外づら」の心理』三笠書房 1984
- 『親離れできれば生きることは楽になる』大和出版 1984
- 『自信とおびえの構造』三笠書房 1984
- 『「自分づくり」の法則』大和出版 1984
- 『「やさしさ」と「冷たさ」の心理』大和出版 1985
- 『生きる姿勢が人間関係を決める』ダイヤモンド社 1985
- 『「思いやり」の心理』大和出版 1985
- 『愛されなかった時どう生きるか』PHP研究所 1985
- 『「安心と満足」の生き方』大和出版 1985
- 『強気の人弱気の人』三笠書房 1986
- 『賢い生きかた・愚かな生きかた』三笠書房 1986
- 『いま就職をどう考えるか』ダイヤモンド社 1987
- 『「安らぎ」と「焦り」の心理』大和出版 1987
- 『自分に気づく心理学』PHP研究所 1987
- 『幸せと挫折を分ける心理』三笠書房 1987
- 『「こだわり」の心理』大和出版 1987
- 『自立と孤独の心理学』PHP研究所 1988　のち文庫
- 『「くやしさ」の心理』三笠書房 1988
- 『日常の愛・非日常の愛』大和書房 1988
- 『あえて「自分であろう」とすること』大和出版 1988
- 『これ以上人のために自分を消耗させない』大和出版 1988
- 『自己への評価は自分自身で高める』大和出版 1988
- 『自分に正直でこそ幸せになる』大和出版 1988
- 『素直になれば人は愛される』大和出版 1988
- 『自分を活かす心理学』PHP研究所 1988
- 『「やさしさ」と「強さ」の心理』大和書房 1988
- 『人間力がわかる心理学』講談社 1988
- 『「自分」に執着しない生き方』大和書房 1988
- 『自分を許す心理学』三笠書房 1988　のち文庫
- 『気が軽くなる生きかた』三笠書房 1988
- 『私の心をささえた言葉』大和書房 1989
- 『結婚生活の心理』三笠書房 1989
- 『「自分の居場所」をつくる心理学』PHP研究所 1989
- 『「思いこみ」の心理』三笠書房 1989　「「不安」の手放し方」文庫
- 『自分と出会う心理学』ダイヤモンド社 1989

### 1990年代
- 『自分が納得できる生き方』大和書房 1990
- 『辛さに耐える心理学』PHP研究所 1990
- 『「はずかしさ」の心理』三笠書房 1990
- 『人生の悲劇は「よい子」に始まる』フォー・ユー 1990
- 『自分にあった生き方あわない生き方』大和書房 1990
- 『人と張り合わない生き方』大和書房 1990
- 『「不機嫌」になる心理』大和出版 1990
- 『耐えて強くなる』大和書房 1990
- 『愛すること優しく生きること』毎日新聞社 1991
- 『「愛する能力」と「楽しむ能力」』大和出版 1991
- 『「ねばり」と「もろさ」の心理学』PHP研究所 1991 改題「「やる気がでない人」の心理学」
- 『妬まずにはいられない症候群』PHP研究所 1992 のち文庫
- 『無理しないほうが愛される』三笠書房 1992
- 『人を動かすための手っ取り早くて確実な方法』PHP研究所 1992
- 『「つらい努力」と「背伸びの心理」』大和書房 1992
- 『感情を出したほうが好かれる』三笠書房 1993　のち文庫
- 『続アメリカインディアンの教え』ニッポン放送出版 1993
- 『行動してみることで人生は開ける』大和出版 1993
- 『やせる生き方、太る生き方』PHP研究所 1994
- 『まじめさが報われるための心理学』PHP研究所 1994
- 『終わる愛終わらない愛』大和書房 1994
- 『ひとつ屋根の下の他人』ニッポン放送出版 1994　『うまくいく夫婦、ダメになる夫婦の心理学』PHP研究所 2011
- 『アメリカインディアンの教え』扶桑社 1994 のち文庫
- 『「立派な人」を演じても心はむなしい』大和書房 1995
- 『“青い鳥"をさがしすぎる心理』PHP研究所 1995
- 『「甘え」と「独り立ち」の心理』大和書房 1995
- 『「自分づくり」の法則』大和出版 1995
- 『活力をとりもどす生き方』大和書房 1995
- 『人は涙とともに蘇る』経済界 1996
- 『「マディソン郡の橋」の心理学』PHP研究所 1996
- 『無理しない人ほど強くなれる』三笠書房 1996
- 『しあわせの法則』大和書房 1996
- 『「どうにもならない時」は穴を掘れ』講談社 1996
- 『自分にあった生き方あわない生き方』大和書房 1996
- 『気が晴れる心理学』PHP研究所 1997
- 『幸運を呼ぶ努力不運を招く努力』大和出版 1997
- 『「自分」のある生き方』大和書房 1997
- 『「自分の弱さ」を出したほうが好かれる』三笠書房 1998
- 『ふれあいの法則』大和書房 1998
- 『愛されていないかもしれない症候群』講談社 1998 「他人と上手くつきあえない人」PHP文庫
- 『加藤諦三の文章の書き方・考え方』PHP研究所 1998
- 『「ふれあい探し」の心理』講談社 1998 「心のかよわせ方」PHP文庫
- 『自分だけにしかできない生き方』大和書房 1998
- 『まじめで得をする人、損をする人』三笠書房 1998
- 『人生の重荷をプラスにする人、マイナスにする人』PHP研究所 1998
- 『すべての出来事をチャンスに変える心理学』三笠書房 1999
- 『いじめに負けない心理学』PHP研究所 1999
- 『生きるのが辛いのは決してあなたのせいではない』PHP研究所 1999
- 『愛される法則』大和書房 1999

### 2000年代
- 『子どもを幸福にする愛辛くする愛』青春出版社 2000
- 『生きていくのが上手な人下手な人』光文社（カッパ・ブックス）2000
- 『後悔をした今が、幸運のはじまり』三笠書房 2000
- 『本当は病んでいる「幸せな家族」』PHP研究所 2000
- 『「五歳児の大人」とそのまわりの人のための心理学』PHP研究所 2000 「「大人になりきれない人」の心理」文庫
- 『心が満たされている人の考え方』大和書房 2000
- 『死ぬことが人生の終わりではないインディアンの生きかた』ニッポン放送プロジェクト 2001
- 『苦しくても意味のある人生』大和書房 2001 のち文庫
- 『子どもと心の通う親なぜかスレ違う親』青春出版社 2001
- 『悩みの遺伝子』幻冬舎 2001
- 『伸びる子伸びない子は親の愛で変わる』青春出版社 2001 『親が与えている愛子どもが求めている愛』文庫
- 『相手の心の「表とウラ」が見える心理学』三笠書房 2001
- 『今日という日の使い方』三笠書房 2002
- 『子どもの自信をつける言葉トラウマになる言葉』青春出版社 2002 「子どもに自信をつける言葉傷つける言葉」文庫
- 『がんばりすぎてしまう人へ』ダイヤモンド社 2002 「がんばりすぎてしまう心理」PHP文庫
- 『「正義」と「憎しみ」の構造』PHP研究所 2002
- 『なぜこの人は、自分のことしか考えないのか』2003（PHPエル新書）
- 『自信が持てなくなった時どう生きるか』大和書房 2003 「自信をつける心理学」文庫
- 『「日本型うつ病社会」の構造』PHP研究所 2003 のち文庫
- 『子どもがのびのび育つ叱り方ストレスになるほめ方』青春出版社 2003
- 『イソップ物語のおしえ』大和書房 2003
- 『「話が通じない相手」にイライラしない心理学』青春出版社 2004 「「話が通じない人」の心理」文庫
- 『運命のうけいれ方』PHP研究所 2004 「自分のうけいれ方」文庫
- 『プラスになる失敗マイナスになる成功』大和書房 2004
- 『不安のしずめ方』PHP研究所 2004 のち文庫
- 『「本当の自分」はどこにいる』PHP研究所 2005 のち文庫
- 『やさしい人 どんな心の持ち主か』PHP研究所 2005 のち文庫
- 『無理している人ほど傷つきやすい』大和書房 2005　「ささいなことで傷つかない人の人間関係」文庫
- 『無名兵士の言葉』大和書房 2005　「悩める人々へ贈る言葉 心にしみる「座右の銘」」文庫
- 『たくましい人 弱い人との違いは何か』PHP研究所 2006　のち文庫
- 『不思議なほど、無理しないほうが愛される』三笠書房 2006
- 『格差病社会 日本人の心理構造』大和書房 2006
- 『心の休ませ方・40のヒント』PHP研究所 2006
- 『言いたいことが言えない人 「恥ずかしがり屋」の深層心理』2006（PHP新書）
- 『落ちこまない生き方嫌われない生き方』2006（だいわ文庫）
- 『心の休ませ方 「つらい時」をやり過ごす心理学』2006（PHP文庫）
- 『不安の心理安心の心理』2006（だいわ文庫）
- 『だれにでも「いい顔」をしてしまう人 嫌われたくない症候群』2007（PHP新書）
- 『「不機嫌」になる心理』PHP研究所 2007
- 『好かれる人 「現実の自分」で生きる』PHP研究所 2007　のち文庫
- 『愛されなかった時どう生きるか・44のヒント』PHP研究所 2007
- 『ココロが壊れないための「精神分析論」 加藤諦三教授の早大講義録』2007 (宝島社新書)「真面目な子どもの犯罪心理学」宝島sugoi文庫
- 『子どものやる気を引き出す魔法のことば』三笠書房 2007
- 『「行動できない人」の心理学』PHP研究所 2008
- 『どうしても「許せない」人』2008（ベスト新書）
- 『受験生の心の休ませ方』PHP研究所（心の友だち）2008
- 『「うつ」になりやすい人』2008（PHP新書）
- 『50歳からちょっと心を休ませる本』朝日新聞出版 2008　のち文庫
- 『ずるい人に騙された時どう生きるか 怒りと悔しさの心理』PHP研究所 2008
- 『人生の重荷を軽くする40のヒント』PHP研究所 2009
- 『非社会性の心理学 なぜ日本人は壊れたのか』2009（角川oneテーマ21）
- 『心の整理学 自分の「心理的な現実」に気づくために』PHP研究所 2009 のち文庫
- 『「心の不安」が消える本 幸せになれる人わざわざ不幸になる人』大和書房 2014

### 2010年代
- 『誰も書かなかったアメリカ人の深層心理 その誤解が招いた日本社会の弊害』朝日新聞出版 2010
- 『心の支え方 人生の試練を乗り切るための心理学』PHP研究所 2010　「自立と依存の心理 本当の「心の支え」を見つけるには」文庫
- 『自信と劣等感の心理学』2010（だいわ文庫）
- 『「自信が持てない人」の心理学』PHP研究所 2010
- 『悩みの正体 何が人の心を落ち込ませるのか』PHP研究所 2010「「怒れない人」の心理 隠された敵意は悩みとなって現れる」文庫
- 『だれとも打ち解けられない人』2010（PHP新書）
- 『逆境をはね返す心理学 折れない心のつくり方』PHP研究所 2010
- 『いつも「自分」だけ責める人 被責妄想は「うつ」の前兆』2010（角川oneテーマ21）
- 『不安のしずめ方40のヒント』PHP研究所 2010
- 『イライラのしずめ方 人生をかき乱す「外化の心理」からの脱出』PHP研究所 2011　「イライラのおさめ方 心を整えるための心理学」文庫
- 『「好かれる理由、嫌われる理由」の心理学 孤立しないための34のヒント』PHP研究所 2011
- 『話したらラクになる心理学 「心の通路」の開き方』大和書房 2011
- 『真面目なのに生きるのが辛い人』PHP新書 2011
- 『うつ病は重症でも2週間で治る、もし…』三笠書房 2012
- 『淋しい人ほどいい顔する 人生がうまくいく人間関係の整理法』大和書房 2012
- 『眠れない人のための心理学』PHP研究所 2012
- 『「幸せなフリをする人」「不幸にしがみつく人」の心理』三笠書房 2013 「自分をいちばん幸せにする生き方」文庫
- 『人とモメない心理学 トラブルの多い人、少ない人は何が違うか?』青春出版社 2013
- 『モラル・ハラスメントの心理構造 見せかけの愛で相手を苦しめる人』大和書房 2013 「モラル・ハラスメントの心理」だいわ文庫
- 『「弱さ」を「強さ」に変える心理学 「私はこうです」という心の軸を持つ』PHP研究所 2013
- 『あの人はなぜ、ささいなことで怒りだすのか 隠された「本当の気持ち」に気づく心理学』青春出版社 2014
- 『軽いうつ病D氏の日常生活 読むだけで"うつ"に効く本』三笠書房 2014
- 『嫌いなのに離れられない人 人間関係依存症の心理』朝日新聞出版 2014
- 『対象喪失の乗りこえ方 別れ、失恋、挫折の悲しみを引きずらないために』大和書房 2014
- 『がんばっているのに愛されない人 ナルシシズムと依存心の心理学』PHP新書 2014
- 『あの人はなぜ、ささいなことで怒りだすのか 隠された「本当の気持ち」に気づく心理学』青春出版社 2014
- 『逆境に弱い人、逆境に強い人 ここに気づけば自信が持てる』大和書房 2015
- 『心が強い人少し弱い人』三笠書房 2015
- 『心の資産を高める生き方　「生産的」いい人と「非生産的」いい人 2』ベスト新書 2015
- 『自分の人生を生きられないという病 「生産的」いい人と「非生産的」いい人 1』ベスト新書 2015
- 『悩まずにはいられない人』PHP新書 2015
- 『無理しない練習』三笠書房　知的生きかた文庫 2015
- 『「自分の働き方」に気づく心理学 何のために、こんなに頑張っているんだろう…』青春出版社 2016
- 『人生は「捉え方」しだい 同じ体験で楽しむ人、苦しむ人』毎日新聞出版 2016
- 『なぜ、あの人は自分のことしか考えられないのか』三笠書房 2016
- 『劣等感がなくなる方法 人生が変わる心理学』大和書房 2016
- 『めんどくさい人の心理』青春文庫 2017
- 『ストレス・マネジメント』大和書房 2017
- 『失敗を越えることで人生は開ける』PHP研究所 2017
- 『20代の私をささえた言葉』PHP文庫 2017
- 『「妬み」を捨て「幸せ」をつかむ心理学』PHP研究所 2017
- 『自分にやさしく生きる心理学 やっとつかんだ私の人生』PHP文庫 2017
- 『「自分」に執着しない生き方 なぜ“逃げの人生”を選ぶのか』PHP研究所 2017
- 『自分を活かす心理学 なぜわざわざ辛い人生を選ぶのか』PHP文庫 2017
- 『いま就職をどう考えるか 精神的失業者にならないために』PHP文庫 2017
- 『人を動かす心理学 自分にあったリーダーシップの方法』PHP文庫 2017
- 『怒ることで優位に立ちたがる人』青春出版社 2018 ISBN 978-4413045391
- 『なぜか恋愛がうまくいかない人の心理学』PHP研究所 2018 ISBN 978-4569841540
- 『自分に負けない生き方』三笠書房 2018 ISBN 4837957870
- 『自分の幸せに気づく心理学 アメリカ「無名兵士の言葉」が教える大切なこと』PHP研究所 2018 ISBN 4569842313
- 『なぜあなたばかりがつらい目にあうのか』朝日新聞出版 2019 ISBN 4022950021
- 『平気で他人を攻撃する人たち』大和書房 2019 ISBN 4479640436
- 『「自分の心」をしっかり守る方法』三笠書房 2019 ISBN 4837985955
- 『【新装版】人生の悲劇は「よい子」に始まる』PHP研究所 2019 ISBN 4569769624
- 『【新装版】愛されなかった時どう生きるか』PHP研究所 2019 ISBN 4569769616
- 『無理しないほうが愛される』三笠書房 2019 ISBN 4837928080
- 『どんなことからも立ち直れる人』PHP研究所 2019 ISBN 4569845533

### 2020年代
- 『アメリカインディアンの教え【令和新装版】』扶桑社 2020 ISBN 459408429X
- 『メンヘラの精神構造』PHP研究所 2020 ISBN 4569847153
- 『あなたはあなたなりに生きれば良い。』三笠書房 2020 ISBN 4837928366
- 『生きることに疲れたあなたが一番にしなければならないこと』早稲田大学出版部 2020 ISBN 4657200127
- 『他人に気をつかいすぎて疲れる人の心理学』青春出版社, 2021.3
- 『心を満たす50歳からの生き方』大和書房, 2021.5
- 『心の免疫力 「先の見えない不安」に立ち向かう』PHP新書 2021.9
- 『テレフォン人生相談－心のマスクを忘れるな－』扶桑社 2020.9.22 ISBN 9784594089436
- 『不安をしずめる心理学』PHP新書 2022.1
- 『テレフォン人生相談 心の仮面をはずそう』扶桑社 2022.11.30
- 『人はどこで人生を間違えるのか』幻冬舎新書 2025.4

### 共著
- 『青春と孤独』羽仁進 大和出版 1976
- 『劣等感と自信』亀井勝一郎 大和出版 1976
- 『ふれあうことでやさしくなれる』國分康孝 図書文化社 1996
- 『「超」思考法』濤川栄太、福原義春 扶桑社 1997

### 翻訳
- ダン・カイリー『ピーター・パン・コンプレックス』扶桑社 1994.9
- キャサリン・E・ローリンズ『幸福な自分になれる５２の選択』PHP研究所　1997.7
- ジョージ・ウェインバーグ『自分が「たまらないほど好き」になる本』三笠書房 2007.5 のち知的生きかた文庫
- デヴィッド・シーベリー『もっと「強気」で生きたほうがうまくいく』三笠書房 2007.12
- ロバート・ブラックウルフ・ジョーンズ,ジーナ・ジョーンズ『アメリカインディアン聖なる言葉』2008.3（だいわ文庫）
- エレン・ランガー『心の「とらわれ」にサヨナラする心理学 人生は「マインドフルネス」でいこう!』PHP研究所 2009.10
- デニス・ウェイトリー『新訳成功の心理学 人生の勝者に生まれ変わる10の方法』ダイヤモンド社 2012

## 関連人物
- カレン・ホルナイ
- マドモアゼル・愛
- 大原敬子